# Добромірка
Добро́мірка — село в Україні, у Збаразькій міській громаді Тернопільського району Тернопільської області. Розташоване на річці Вовчок (притока Самчика), на північному сході району. До 2020 центр сільради. До Добромірки приєднані хутори Іщуки, Королюки, Корчикита та Пилипчуки.
Населення — 541 особа (2003).

## Населення

### Мова
Розподіл населення за рідною мовою за даними перепису 2001 року:
| Мова       | Кількість | Відсоток |
| ---------- | --------- | -------- |
| українська | 527       | 99.62%   |
| російська  | 2         | 0.38%    |
| Усього     | 529       | 100%     |

## Історія
Перша писемна згадка — 1648, коли козацьке військо Богдана Хмельницького проходило через Добромірку до Збаража.
1960 року в селі була велика повінь.
24 червня 2002 внаслідок градобою знищені всі посіви, зазнали пошкоджень будівлі.
12 червня 2020 року, відповідно до Розпорядження Кабінету Міністрів України від  № 724-р «Про визначення адміністративних центрів та затвердження територій територіальних громад Тернопільської області», село увійшло до складу Збаразької міської громади.
19 липня 2020 року, в результаті адміністративно-територіальної реформи та ліквідації Збаразького району, село увійшло до складу новоутвореного Тернопільського району.

## Релігія
- церква святої Параскеви П'ятниці (1860, мурована, УГКЦ),
- дерев'яна капличка,
- «фігура» на місці старого храму (1860) та дві «фігури» на початку села (1935; відновлено 1992).

## Пам'ятники
Встановлено пам'ятні знаки на честь:
- скасування панщини (1848),
- «25-річчя заведення тверезості» (1900),
- воїнам-односельцям, полеглим у німецько-радянській війні (1987)

Насипано могилу УСС (1942; реставровано 1992).

## Соціальна сфера
Діють загальноосвітня школа І-ІІ ступенів, Будинок культури, бібліотека, ФАП, ТОВ «Обрій-2000».

## Відомі люди

### Народилися
- Ганна Бабіївна — українська акторка,
- Іван Бабій — український пластун, педагог,
- Богдан Будка — український поет, учасник Визвольних змагань 1940-х,
- Данило Будка — український кооператор, просвітний діяч, громадський діяч у Канаді,
- Никита Будка — український релігійний діяч, перший єпископ УГКЦ у Канаді  (1912-1928 рр.)
- Іван Гевусь — український громадський діяч у Канаді,
- Максим Загородний — війт смт Підволочиськ,
- Петро Кабарівський — український педагог і мемуарист,
- Наталія Кміцикевич-Цебрівська — українська піаністка, педагог,
- Степан Небеш — український військовик, діяч культури, суддя у США.
- Володимир Кравчук — український поет, журналіст, літературознавець, редактор.
- Марцинюк Андрій (1862—1938) — український селянський громадський діяч, письменник, журналіст.

### Перебували
Перебував під час передвиборчої кампанії Іван Франко.

## Галерея

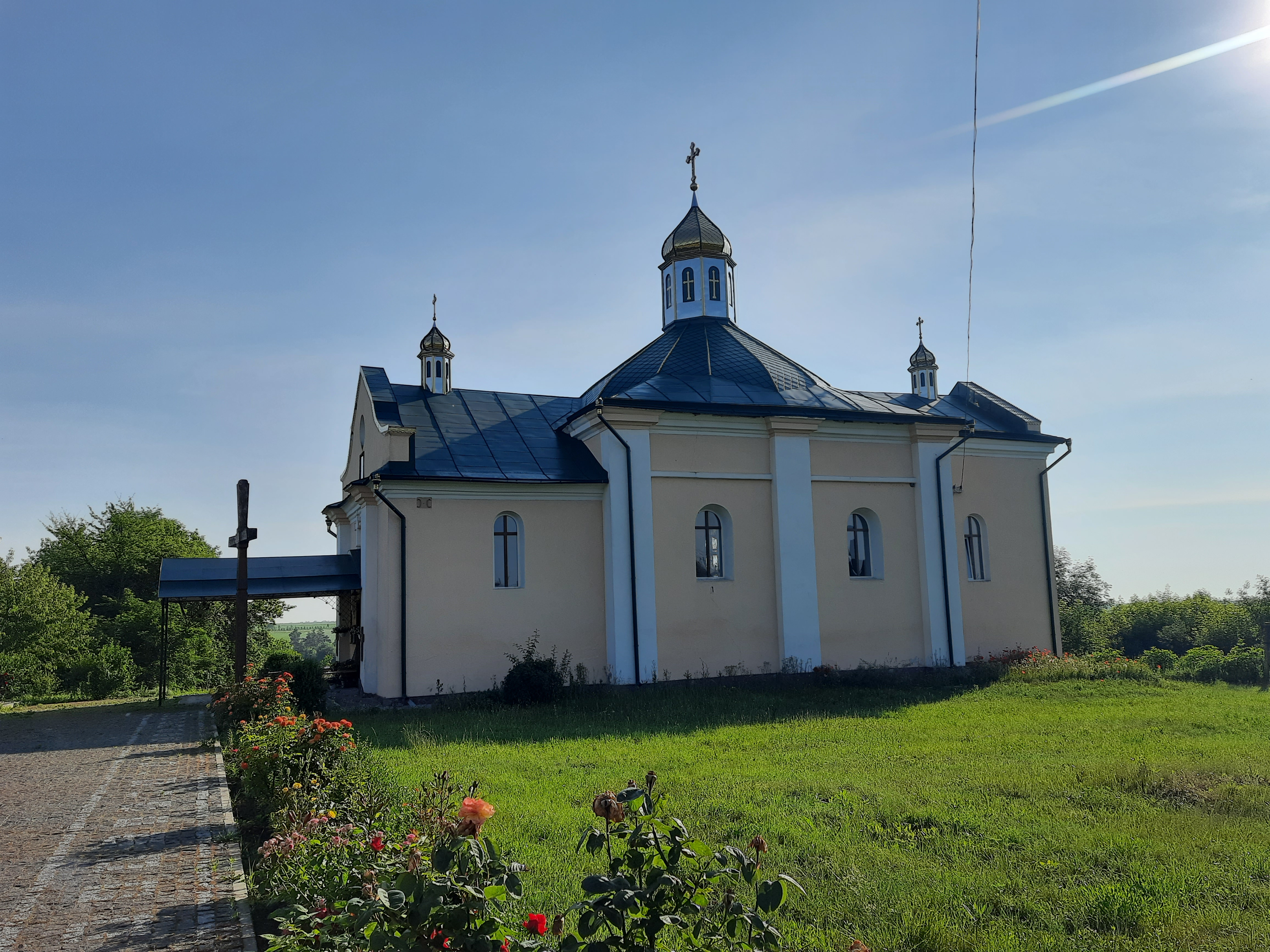
Церква Святої Параскеви П'ятниці
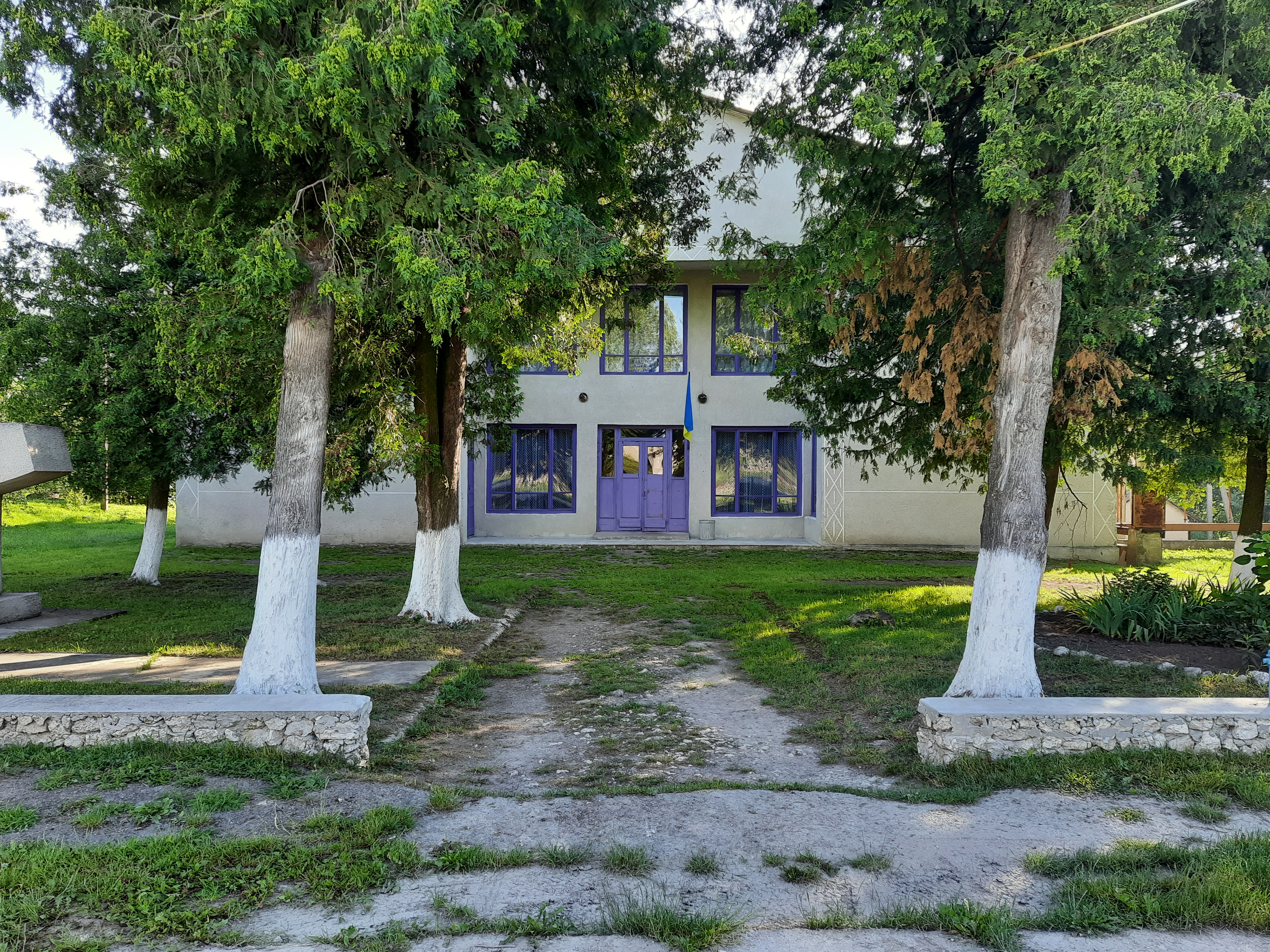
Будинок культури
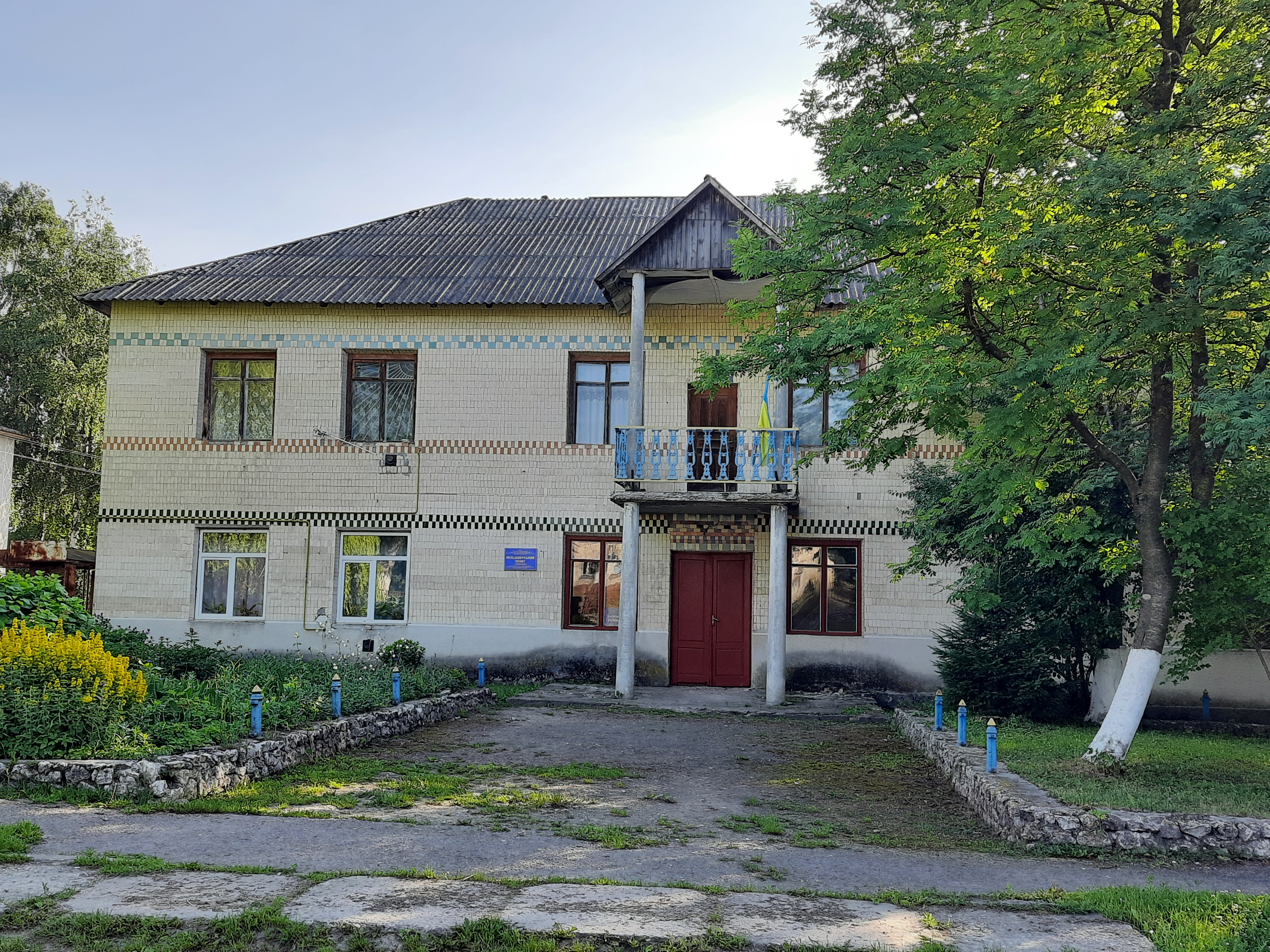
Фельдшерський пункт
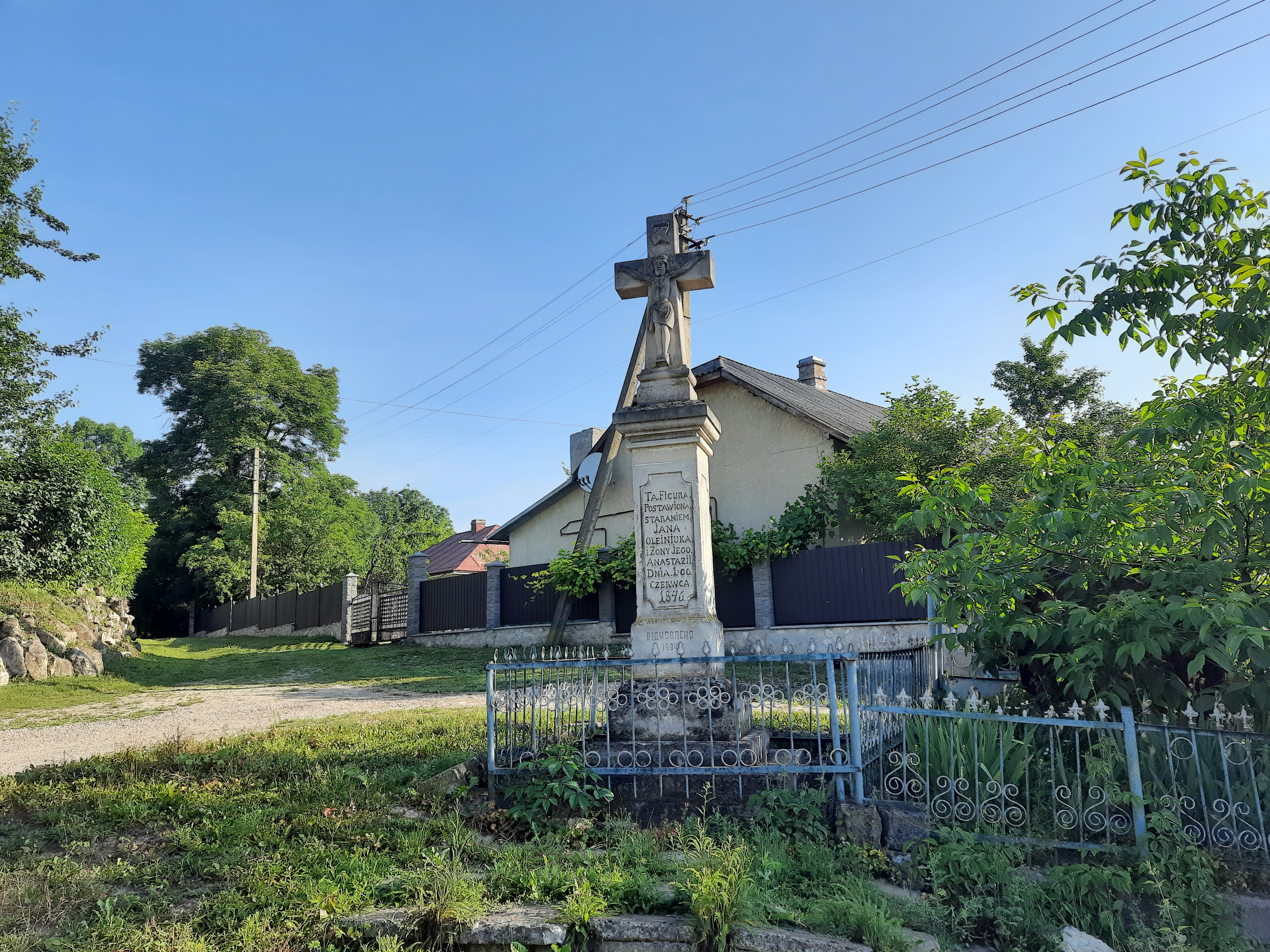
Пам'ятний знак з нагоди скасування панщини